# Chunk
Un chunk (del inglés «trozo» o «pedazo») es un fragmento de información, contenido en muchos formatos multimedia como PNG, IFF, MP3, AVI y otros[cita requerida].
Cada chunk contiene una cabecera que indica algunos parámetros como el tipo, comentarios, tamaño, etc. Inmediatamente hay un área variable de datos que son decodificados por el programa según los parámetros indicados en la cabecera. También se denominan chunks a los fragmentos de información que bajan o suben los gestores de descargas o programas P2P[cita requerida].
En computación distribuida, es un conjunto de datos que se envía a un procesador o cada una de las partes en que descompone el problema para su paralelización (por ejemplo, un subconjunto de filas de una matriz)[cita requerida].
También se conoce como chunk a las porciones de mapa que carga Minecraft, siendo estos sectores del mapa de 16x16 bloques de superficie y 320 bloques de altura, así el juego permite que el generador de mapas use elementos de manera manejable para el procesador.